# Cryptocellus adisi
Cryptocellus adisi är en spindeldjursart som beskrevs av Norman I. Platnick 1988. Cryptocellus adisi ingår i släktet Cryptocellus och familjen Ricinoididae. Inga underarter finns listade i Catalogue of Life.